# Біжуча хвиля
Біжуча хвиля — хвильовий рух, під час якого поверхня рівних фаз (фазові хвильові фронти) переміщується зі скінченною швидкістю (постійною для однорідного середовища). Прикладами можуть слугувати пружні хвилі у стрижні, стовпі газу чи рідини, електромагнітна хвиля вздовж довгої лінії або у хвилеводі.
На відміну від стоячих хвиль, біжучі хвилі під час поширення в середовищі переносять енергію. З біжучою хвилею, групова швидкість якої відрізняється від нуля, пов'язане перенесення енергії, імпульсу чи інших характеристик процесу.
Еволюцію біжучої хвилі в часі {\displaystyle t} та просторі {\displaystyle z} можна описати виразом:
{\displaystyle y(z,t)=A(z,t)\sin(kz-\omega t+\varphi ),}
де {\displaystyle A(z,t)} — амплітудна обгортка хвилі, {\displaystyle k} — хвильове число, а {\displaystyle \varphi } — фаза коливань. Фазова швидкість {\displaystyle v_{p}} цієї хвилі задається виразом
{\displaystyle v_{p}={\frac {\omega }{k}}=\lambda f,}
де {\displaystyle \lambda } — довжина хвилі.

## Часткові випадки
Стояча хвиля є частковим випадком біжучої хвилі з {\displaystyle v_{gr}=0}, де {\displaystyle v_{gr}} — групова швидкість хвилі.
Тобто, дві однакові періодичні біжучі хвилі (в рамках справедливости принципу суперпозиції), що поширюються у протилежних напрямках, утворюють стоячу хвилю.

## Частково біжуча хвиля
Виникає за різних амплітуд.

### Характеристика
Характеризується або коефіцієнтом біжучої хвилі (КБХ), або коефіцієнтом стоячої хвилі (KCX), або коефіцієнтом відбиття Г, до дорівнює відношенню амплітуд зустрічних хвиль: KCX = 1 / КБХ = (1 + |Г|²) / (1 — |Г|²)
За лініями передавань, оптимальне передавання енергії вимагає їх узгодження: отримання в лінії режиму біжучої хвилі — KCX = 1, Г = 0.
Такий режим для ланцюгів із зосередженими параметрами відповідатиме рівності внутрішнього опору джерела опору навантаження.